# Struktura organizacyjna 1 Korpusu Polskich Sił Zbrojnych w ZSRR
Skład organizacyjny i stan osobowy 1 Korpusu Polskich Sił Zbrojnych w ZSRR ( na dzień 1 kwietnia 1944)
Pododdziały dowodzenia i obsługi korpusu
- kompania administracyjna
- bateria dowodzenia dowódcy artylerii korpusu
- pluton wydziału informacji
- pluton parkowy korpusu

1 Dywizja Piechoty im. Tadeusza Kościuszki
- 1 pułk piechoty
- 2 pułk piechoty
- 3 pułk piechoty
- 1 pułk artylerii lekkiej
- 1 dywizjon artylerii przeciwpancernej
- 1 batalion saperów
- 1 batalion szkolny
- 1 kompania łączności
- 1 kompania rozpoznawcza
- 1 kompania obrony przeciwchemicznej
- pododdziały tyłowe

2 Dywizja Piechoty im. Jana Henryka Dąbrowskiego
- 4 pułk piechoty
- 5 pułk piechoty
- 6 pułk piechoty
- 2 pułk artylerii lekkiej
- 2 dywizjon artylerii przeciwpancernej
- 2 batalion saperów
- 2 batalion szkolny
- 2 kompania łączności
- 2 kompania rozpoznawcza
- 2 kompania obrony przeciwchemicznej
- pododdziały tyłowe

3 Dywizja Piechoty im. Romualda Traugutta
- 7 pułk piechoty
- 8 pułk piechoty
- 9 pułk piechoty
- 3 pułk artylerii lekkiej
- 3 dywizjon artylerii przeciwpancernej
- 4 batalion saperów
- 3 batalion szkolny
- 3 kompania łączności
- 3 kompania rozpoznawcza
- 3 kompania obrony przeciwchemicznej
- pododdziały tyłowe

1 Brygada Artylerii Armat im. Józefa Bema
- 1 dywizjon artylerii
- 2 dywizjon artylerii
- 3 dywizjon artylerii
- 4 pułk artylerii przeciwpancernej
- 5 pułk artylerii ciężkiej
- 1 dywizjon artylerii przeciwlotniczej
- 1 samodzielny dywizjon moździerzy

1 Brygada Pancerna im. Bohaterów Westerplatte
- 1 pułk czołgów
- 2 pułk czołgów
- batalion piechoty zmotoryzowanej
- kompania przeciwlotniczych karabinów maszynowych

Pododdziały korpuśne 
- 1 batalion rozpoznawczy
- batalion łączności
- 3 batalion saperów
- batalion kobiecy
- batalion samochodowy
- batalion chemiczny
- kompania technicznego zaopatrzenia
- kompania regulacji ruchu
- 5 kompania kablowo-tyczkowa
- kompania karna
- batalion ozdrowieńców
- ruchomy chirurgiczny szpital polowy nr 1
- ruchomy chirurgiczny szpital polowy nr 2
- poczta polowa nr 2880
- 1870 wydział banku polowego
- 3 piekarnia polowa
- 1 pułk lotnictwa myśliwskiego „Warszawa”
- 1 batalion spadochronowo-desantowy
- szkoła oficerska w Riazaniu
- pułk zapasowy

## Dane liczbowe
Stan osobowy  - etat/stan
- oficerowie - 4554 / 4564
- podoficerowie - 12264 / 8398
- szeregowi - 27157 / 29269
- podchorążowie - 1277
- Razem - 43975 / 43508

Wyposażenie:
czołgi
- średnie - 63
- lekkie - 28

samochody pancerne - 22
samochody - 1084
- osobowe - 64
- ciężarowe - 924
- specjalne - 96

inne środki transportowe
- traktory - 70
- ciągniki - 34
- motocykle - 85
- konie - 3003

uzbrojenie
- haubice i armaty
  - 152 mm - 24
  - 122 mm - 75
  - 76 mm - 140
  - 45 mm - 159
- moździerze
  - 120 mm - 108
  - 82 mm - 292
  - 50 mm - 217
- działa przeciwlotnicze
  - 76 mm - 8
  - 57 mm - 15
  - 37 mm - 4
- karabiny - 25982
- pistolety maszynowe - 9497
- ręczne karabiny maszynowe - 1395
- ciężkie karabiny maszynowe - 526
- wielkokalibrowe karabiny maszynowe - 5
- rusznice przeciwpancerne - 1005